# Aniara sepulchralis

Aniara sepulchralis är en skalbaggsart som beskrevs av Fabricius 1801 Aniara sepulchralis ingår som enda art i släktet Aniara och familjen jordlöpare. Utbredningen är terrestriskt i Argentina, Brasilien, Colombia, Franska Guiana, Guyana, Trinidad och Tobago och Venezuela.